# Brendan Murray
Brendan Hugh Francis Murray (født 16. november 1996) er en irsk sanger og tidligere medlem af det irske boyband Hometown. Han repræsenterede Irland i Eurovision Song Contest 2017 som soloartist. han kom på en 13. plads i semifinale 2 og der kvalificerede han ikke til finalen.

## Liv og karriere

### 2014-2016: Hometown
I 2014 blev Murray medlem af det irske boyband Hometown, der forvaltes af Louis Walsh. Bandet opnåede tre pladesucceser i deres hjemland, herunder nummer-et singlerne "Where I Belong" i 2014 og "Cry for Help" i 2015. Deres debutalbum, HomeTown, blev udgivet i November 2015 og toppede som nummer fire i Irland. I december 2016 har bandet annonceret, at de ville gå på pause i ubestemt tid.

### 2016–i dag: Eurovision Song Contest 2017
Den 16. december 2016 blev Murray annonceret som den irske repræsentant i Eurovision Song Contest 2017.. Nogle har kritiseret Irland i fortiden, for deres iscenesættelse og udvalg, men de har haft en "meget positiv" reaktion til Murray for at blive annonceret som repræsentant.. Ved ESC fik han dog kun en 13. plads i semifinalen og kvalificerede sig dermed ikke for finalen.

### 2018 The X Factor UK
Brendan Murray deltog i den 15. sæson af det britiske udgave af X Factor hvor han nået til live shows og røg ud af konkurrencen i semifinalen.